# Zadní Zhořec
Zadní Zhořec (německy Hinter Zhoretz) je obec v okrese Žďár nad Sázavou v Kraji Vysočina. Žije zde 165 obyvatel.

## Poloha
Zadní Zhořec se nachází jedenáct kilometrů severozápadně od Velkého Meziříčí v údolí obklopeném lesy v nadmořské výšce 556 metrů. Po jižním okraji vesnice, jejíž katastr má rozlohu 414 hektarů, protéká Křibský potok, na kterém byla vybudována soustava rybníků. Jedná se o Nový, Starý, Horní Běhalův a Dolní Rymešův rybník. Na tomto potoku byly ještě ve 20. století v provozu dva mlýny a dvě pily.

## Historie
První písemná zmínka o vesnici pochází z roku 1446 a její původní název byl Zhořelec, Zhorec. Ten napovídá, že území dnešní vesnice bylo původně zarostlé lesem, který jeho osadníci vypálili a výraz „hořet“ byl základem názvu. Přívlastek Zadní se objevuje v roce 1591 a současný název Zadní Zhořec se uvádí pravděpodobně od vzniku první republiky.

## Obyvatelstvo
| Rok            | 1869 | 1880 | 1890 | 1900 | 1910 | 1921 | 1930 | 1950 | 1961 | 1970 | 1980 | 1991 | 2001 | 2011 | 2021 |
| -------------- | ---- | ---- | ---- | ---- | ---- | ---- | ---- | ---- | ---- | ---- | ---- | ---- | ---- | ---- | ---- |
| Počet obyvatel | 207  | 246  | 232  | 215  | 209  | 209  | 190  | 171  | 156  | 145  | 146  | 147  | 132  | 135  | 134  |
| Počet domů     | 31   | 38   | 38   | 37   | 41   | 37   | 38   | 38   | 38   | 33   | 35   | 38   | 46   | 48   | 50   |

## Obecní správa a politika
Mezi lety 1869–1910 Zadní Zhořec patřil jako osada obce k Netínu v okrese Velké Meziříčí. Od roku 1921 je obcí v okrese Velké Meziříčí (1921–1950) a později v okrese Žďár nad Sázavou.

### Politika
V letech 2006–2010 působil jako starosta Milan Melichar, od roku 2010 tuto funkci vykonává Antonín Klusák.

### Obecní symboly
Znak a vlajka byly obci uděleny rozhodnutím předsedy Poslanecké sněmovny Parlamentu České republiky dne 13. května 2003. Na znaku je vyobrazen v modrém štítě nad zeleným návrším doleva obrácený zlatý pluh s koly a stříbrnou radlicí.

## Pamětihodnosti
Dominantou obce je kaple Nejsvětější Trojice, jejíž stáří je odhadováno na 100 až 150 let. Nachází se na návsi, údajně na místě zbourané obecní kovárny. Je opatřena mimo jiné obrazem Svaté Trojice a ve věžičce je zavěšen malý zvonek.
Naproti kapličce stojí budova obecního úřadu s bývalým skladištěm hasičů. Místní sbor dobrovolných hasičů, který se aktivně zapojuje do života obce, dnes využívá postavenou hasičskou zbrojnici.
V obci a jejím nejbližším okolí se nachází několik křížů, které jsou připomínkou nejen různých událostí, ale také vztahu místních ke katolické církvi. Většina těchto křížů byla postavena v 19. a 20. století.

## Galerie

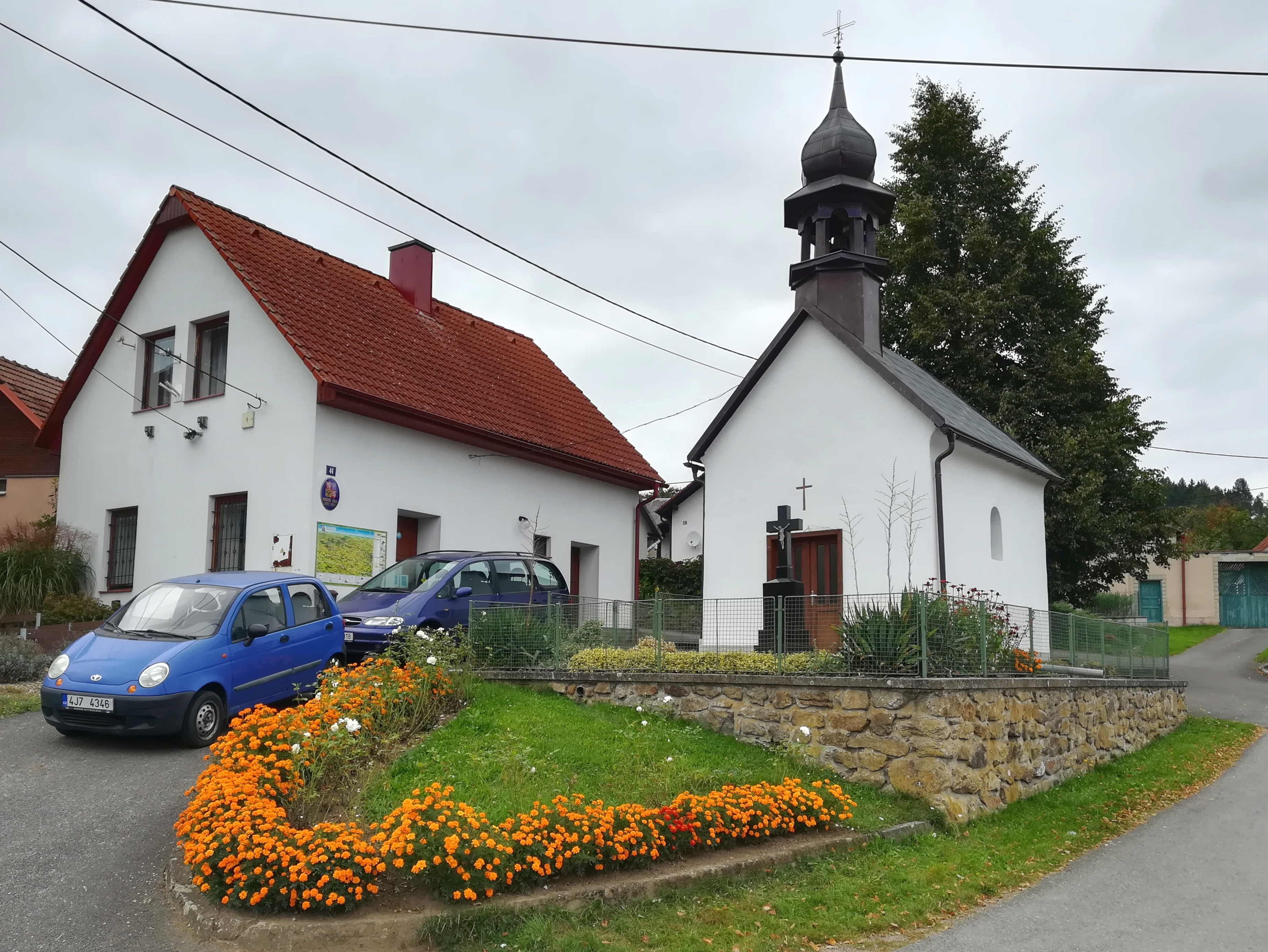
Obecní úřad a kaple
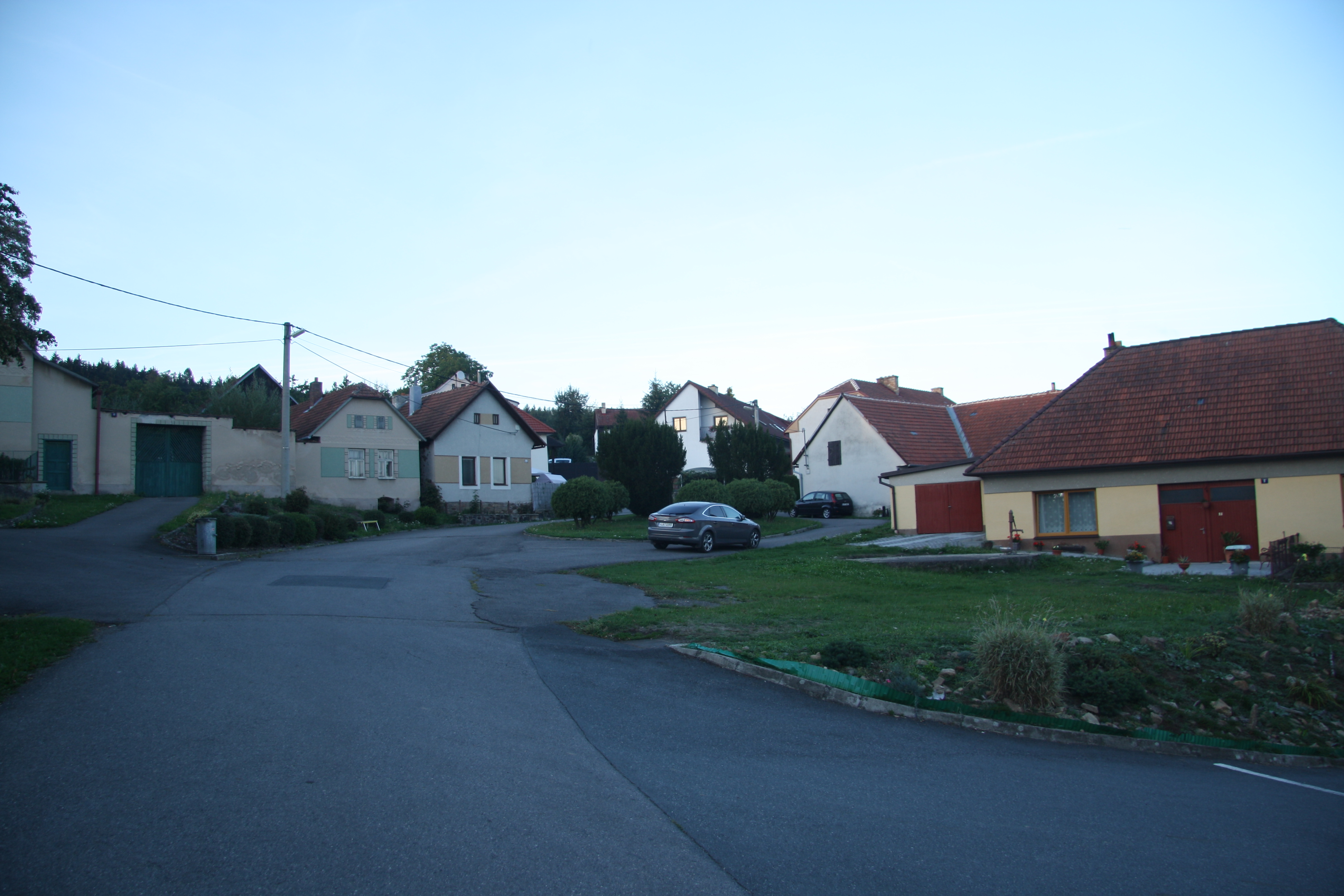
Náves
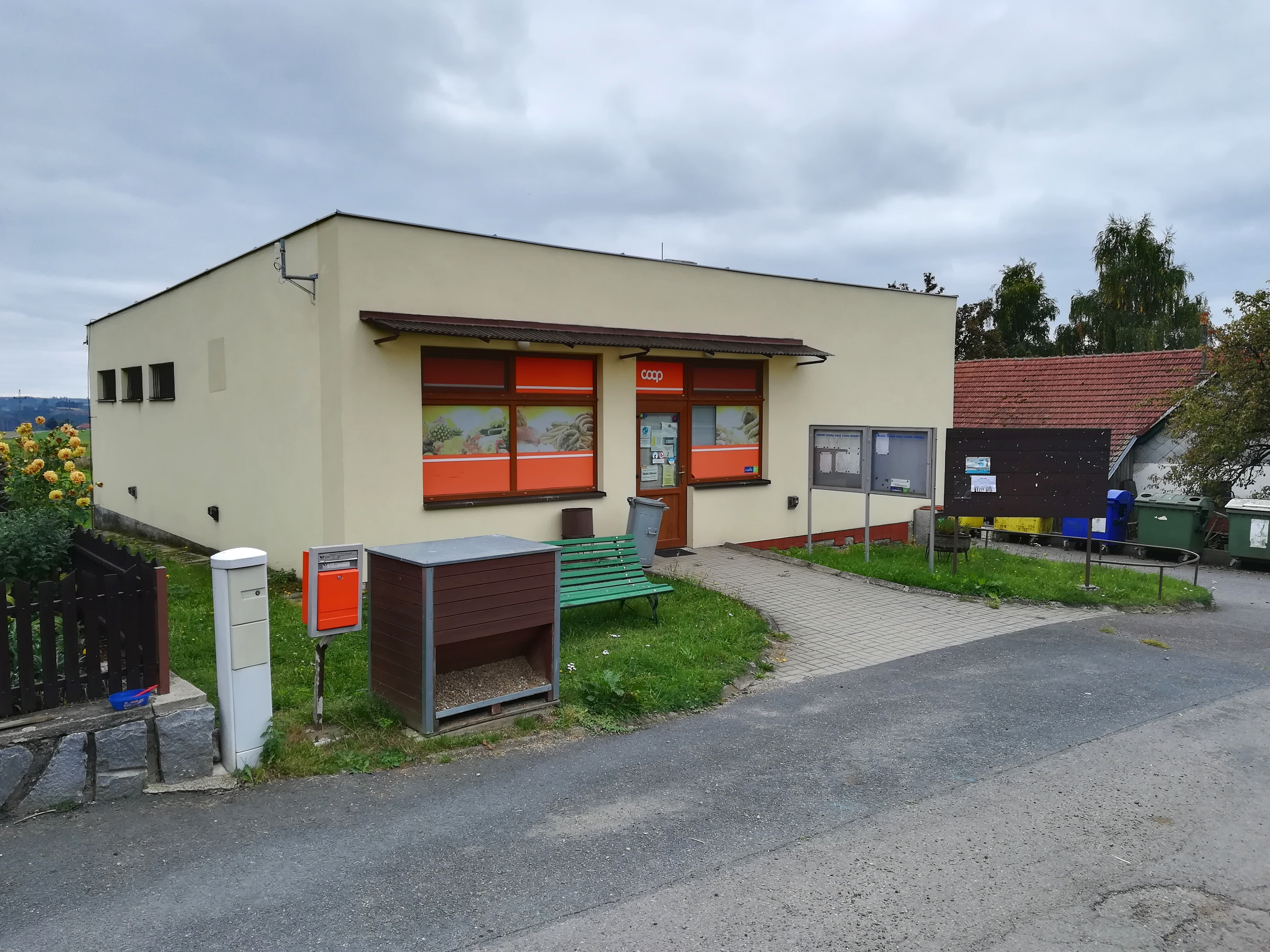
Prodejna Coop
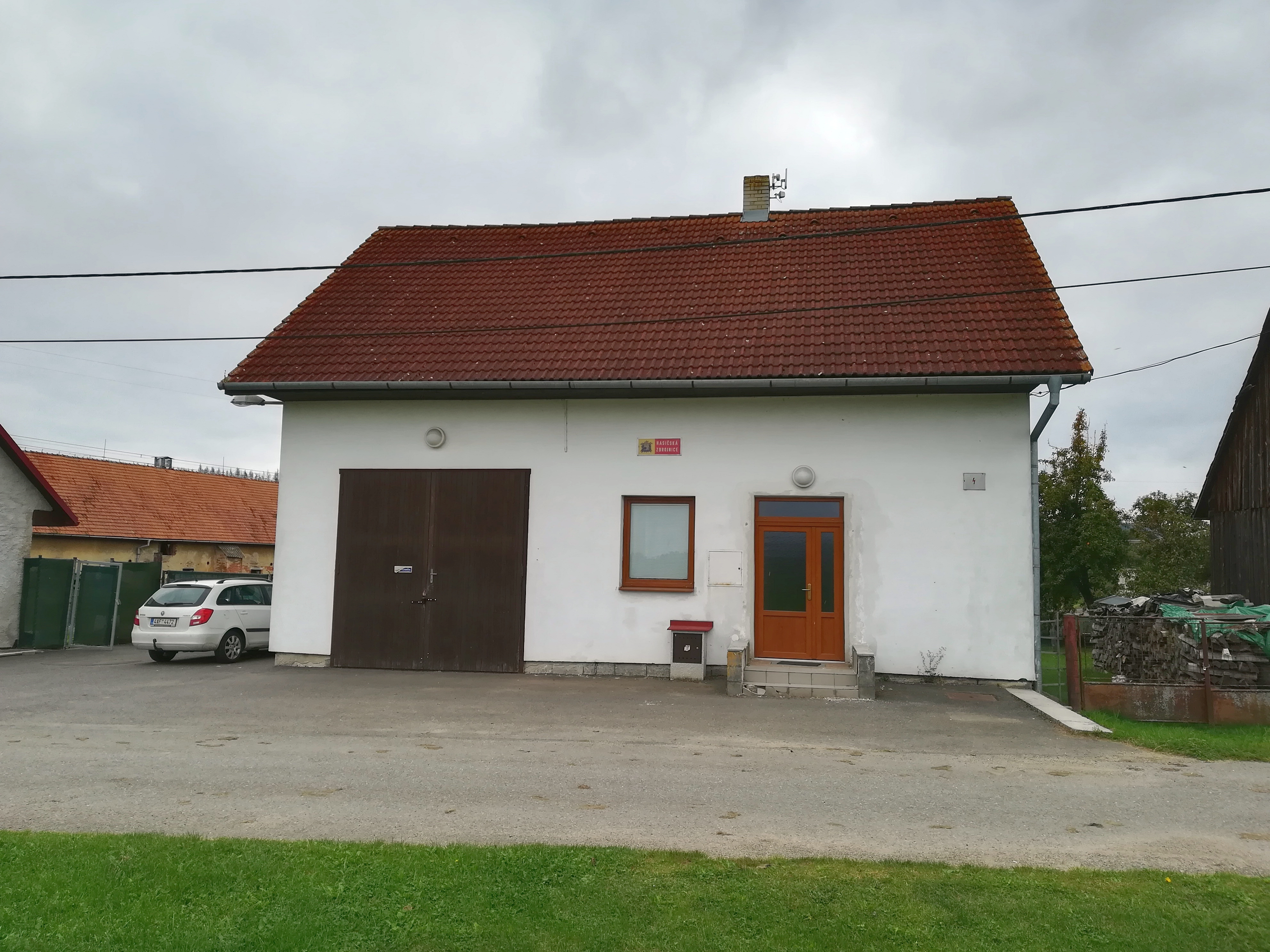
Hasičská zbrojnice
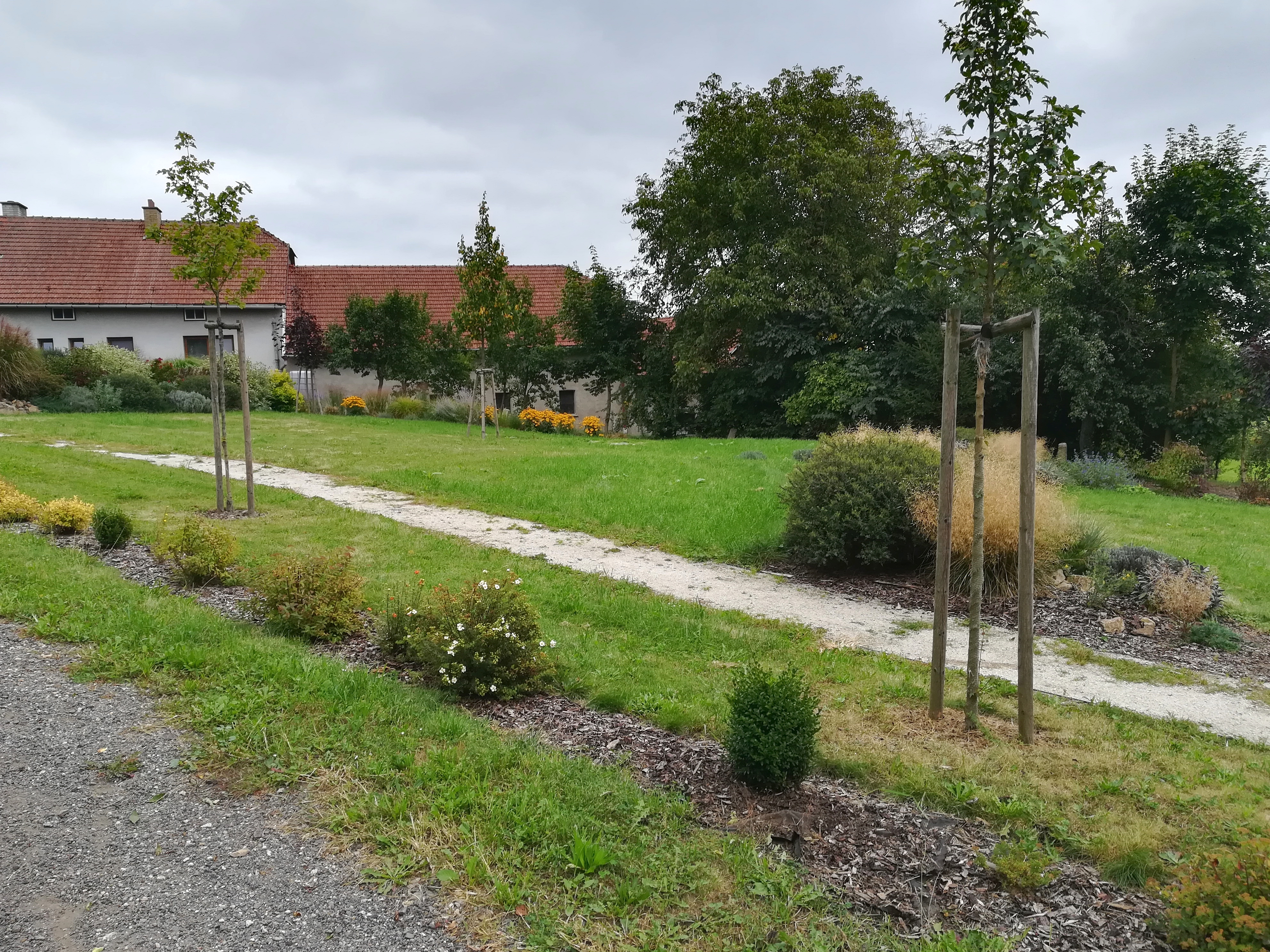
Parčík v centru
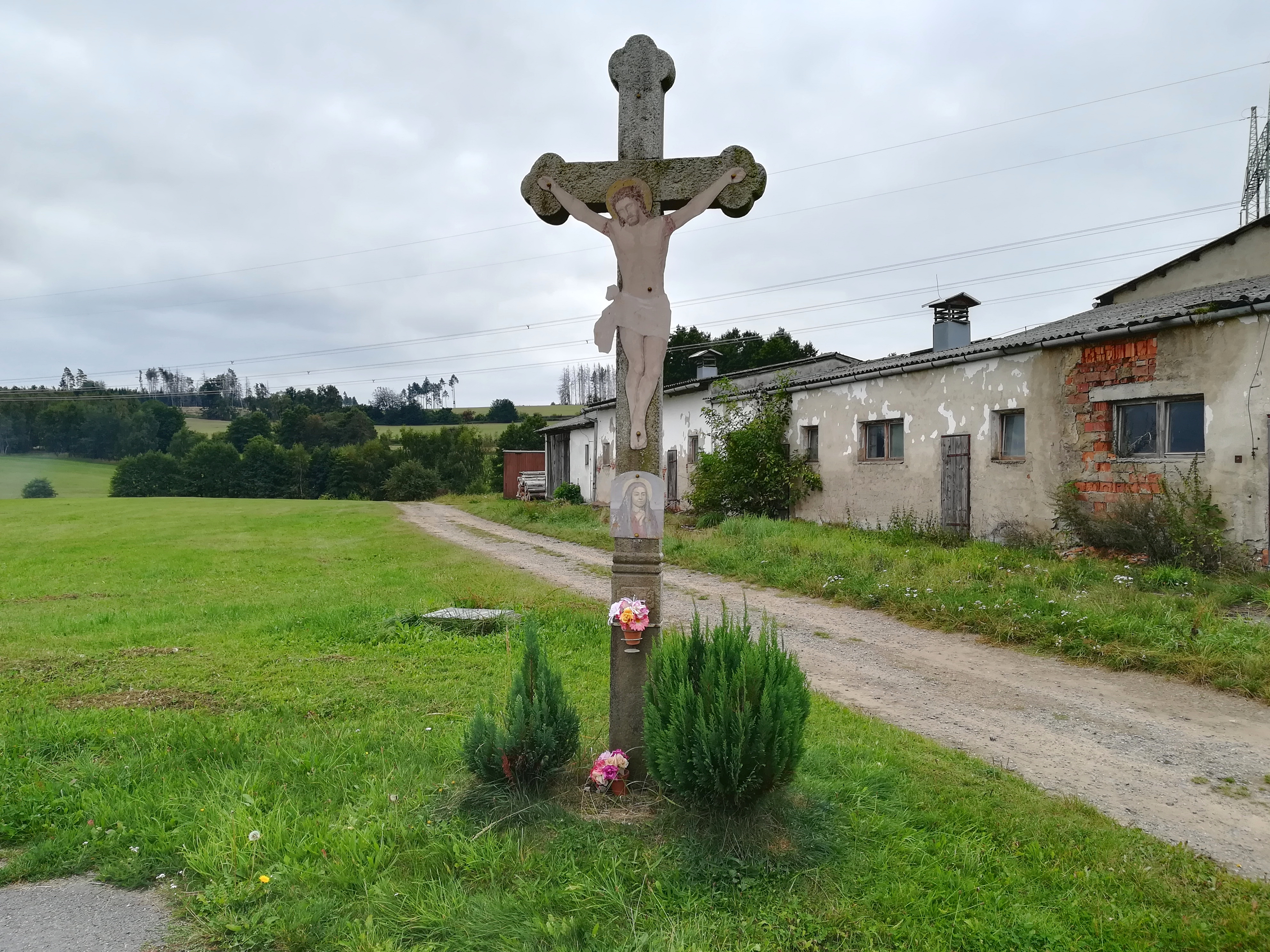
Kříž na jižním okraji